# 제33회 홍콩 영화 금상장
제33회 홍콩 영화 금상장은 2014년 4월 13일에 열린 시상식이다.

## 수상 및 후보

### 작품상
- 일대종사 - 왕가위 수상
- 서유항마편 - 주성치
- 광무파 - 아담 사우핑 웡
- 화이트 스톰 - 진목승
- 격전 - 임초현

### 감독상
- 일대종사 - 왕가위 수상
- 마약전쟁 - 두기봉
- 화이트 스톰 - 진목승
- 구화영웅 - 곽자건
- 격전 - 임초현

### 각본상
- 일대종사 - 왕가위 외 2명 수상
- 중국합화인 - 주지용 외 2명
- 시절인연 - 설효로
- 블라인드 디텍티브 - 위가휘
- 격전 - 오위륜 외 2명

### 남우주연상
- 격전 - 장가휘 수상
- 일대종사 - 양조위
- 화이트 스톰 - 고천락
- 화이트 스톰 - 유청운
- 엽문4: 종극일전 - 황추생

### 여우주연상
- 일대종사 - 장쯔이 수상
- 시절인연 - 탕웨이
- 광무파 - 안탁령
- 블라인드 디텍티브 - 정수문
- 리거 모티스 - 바오치징

### 남우조연상
- 일대종사 - 장진 수상
- 중국합화인 - 통따웨이
- 서유항마편 - 황보
- 격전 - 펑위옌
- 리거 모티스 - 천요우

### 여우조연상
- 리거 모티스 - 혜영홍 수상
- 중국합화인 - 두쥐안
- 적인걸2: 신도해왕의 비밀 - 류자링
- 화이트 스톰 - 나란
- 격전 - 리신챠오

### 신인상
- 광무파 - 蔡瀚億 수상
- 중국합화인 - 두쥐안
- 둠스데이. 파티 - 廖子妤
- 적인걸2: 신도해왕의 비밀 - 임경신
- 제일차불시니 - 장가민

### 촬영상
- 일대종사 - 필립 르 소드 수상
- 화이트 스톰 - 반요명
- 구화영웅 - 관지요
- 격전 - 사충도
- 리거 모티스 - 伍啟銘

### 편집상
- 일대종사 - 장숙평 수상
- 풍폭 - 궝취렁 외 1명
- 화이트 스톰 - 구지위
- 구화영웅 - 웡 호이
- 격전 - 종위쇠

### 미술상
- 일대종사 - 장숙평 수상
- 서유항마편 - 임자교
- 적인걸2: 신도해왕의 비밀 - 맥국강
- 구화영웅 - 임자교
- 리거 모티스 - Irving Cheung

### 의상&메이크업상
- 일대종사 - 장숙평 수상
- 중국합화인 - 오리로
- 서유항마편 - 이벽군
- 적인걸2: 신도해왕의 비밀 - 이벽군
- 리거 모티스 - 정수한 외 2명

### 무술감독상
- 일대종사 - 원화평 수상
- 적인걸2: 신도해왕의 비밀 - 원빈 외 1명
- 풍폭 - 전가락
- 특수경찰 : 스페셜 ID - 견자단
- 격전 - 능지화

### 영화음악상
- 일대종사 - 우메바야시 시게루 외 1명 수상
- 적인걸2: 신도해왕의 비밀 - 카와이 켄지
- 광무파 - 덖궏 외 1명
- 구화영웅 - 테디 로빈 콴
- 격전 - 헨리 라이

### 주제가상
- 광무파 - Day Tai 수상
- 고혹자: 강호신질서 - 황관중
- 블라인드 디텍티브 - Hal Foxton Beckett 외 1명
- 화이트 스톰 - RubberBand
- 구화영웅 - 사정봉

### 음향효과상
- 일대종사 - 로버트 맥켄지 외 1명 수상
- 적인걸2: 신도해왕의 비밀 - 증경상
- 구화영웅 - 정영국
- 격전 - 정영국
- 리거 모티스 - 聾鈴謳 외 1

### 시각효과상
- 리거 모티스 - Enoch Chan 수상
- 일대종사 - 피에르 버핀
- 적인걸2: 신도해왕의 비밀 - 김욱
- 풍폭 - 위궈량
- 구화영웅 - 황지형 외 2명

### 신인감독상
- 광무파 - 아담 사우핑 웡 수상
- 풍폭 - 원금린
- 리거 모티스 - 주노 막

### 중국, 대만 최고의 영화
- 우리가 잃어 버릴 청춘
- 락 미 투더 문
- 로스트 인 타일랜드
- 초한지: 영웅의 부활
- 터치 오브 라이트